# Нарцисс и Эхо (картина Пуссена)
«Нарцисс и Эхо» (фр. Écho et Narcisse) — картина французского художника Никола Пуссена, написанная около 1629 года. С 1817 года хранится в Лувре.
Картина является одним из первых произведений французского живописца. В её композиции можно обнаружить влияние венецианской живописи и стиля Тициана, прежде всего в выборе цветов. Сюжет картины взят из «Метаморфоз» Овидия. На ней показаны последние минуты жизни Нарцисса.

## Описание и интерпретация
Согласно легенде, Нарцисс должен был жить до тех пор, пока не познает самого себя. Однажды он увидел своё отражение в роднике и сразу же влюбился в него. От любви он не мог ни есть, ни пить, похудел, и его прекрасное тело потеряло свою красоту. Безответная любовь к собственному отражению привела его к смерти. У его головы выросли цветы, названные в его честь.
Нарцисс отверг ухаживания влюблённой в него нимфы Эхо:
   Презираемая, она скрывается в лесу, лицо ее горит от стыда, сгорая, она прячется среди листьев, отныне она живет только в укромных пещерах. Но любовь не угасла, она растет из уязвленной гордости. От бдительной заботы она истончилась до самой кожи, пока не растаяло тело. Остались только голос и кости, голос остался - кости превратились в камни.
Овидий, Метаморфозы 3, 393-401
Пуссен точно воспроизвёл слова Овидия. Он изобразил Нарцисса, лежащего на берегу ручья. Его тело бледно, что должно было намекать на слова поэта: «Он потерял свой снежный и румяный цвет лица, его сила и красота исчезли». Над ним на скале лежит нимфа и наблюдает за ним. Написать Эхо было очень сложно, поскольку она не имела тела и существовала только как голос. Пуссен придал ей черты женщины, но её фигура размыта, а цвет лица сливается с цветом камней, на которых она покоится. Между ними — маленький путти, не фигурирующий в рассказе Овидия, который держит зажженный факел, намекая на смерть Нарцисса и жар любви, приведший к гибели обоих. Трагическая судьба Нарцисса стала наказанием богини Немезиды за равнодушие к чувствам других людей.
Сцена разворачивается на фоне идиллического пейзажа, нарисованного нежными мазками кисти, с небольшими пятнами розового и туманно-зелёного цвета.